# Даоань
Даоань (кит. упр. 道安, пиньинь Dàoān) (312 — 385) — китайский буддийский мыслитель и религиозный деятель, первый китайский патриарх буддизма.
Даоань значительное внимание уделял проповеднической и организационной деятельности с целью укрепления единства и влияния буддийского монашества. Автор ранних переводов (наряду с Локакшемой) сутр на китайский язык. Им было введено обязательное употребление «Ши» (кит. 釋 ) в качестве фамильного иероглифа для всех буддийских монахов — по китайской записи имени будды Шакьямуни (кит. 釋迦牟尼佛). Считается основателем буддийской школы Бэньу-цзун (本无宗, «Школы коренного отсутствия»). С ним связано утверждение в Китае культа Майтрейи. Философия Даоаня, испытав значительное воздействие даосизма, в свою очередь существенно повлияла на последующую буддийскую мысль в Китае.
Самым известным учеником Даоаня является Хуэйюань.